# Chipewyan

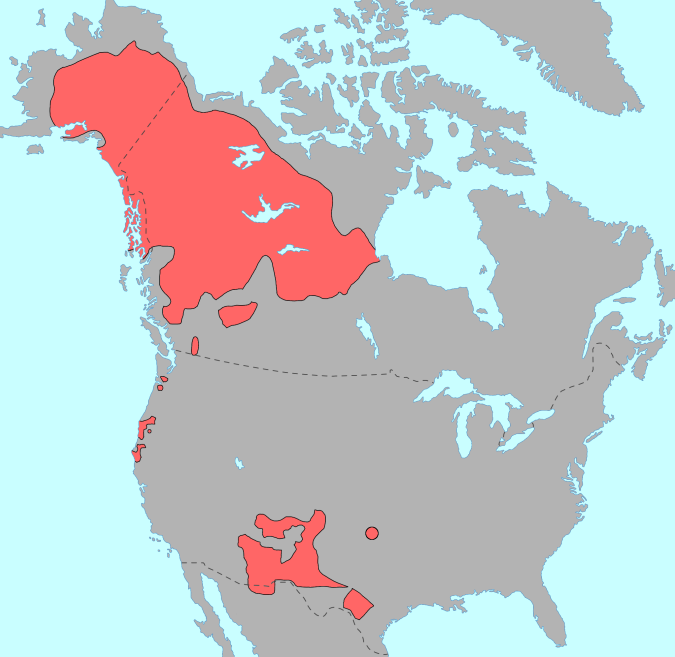
Oorspronkelijke verbreiding van Na-Denetalen in rood

De Chipewyan (Denésoliné of Dënesųłı̨né, wat betekent "volk van de schrale vlakten") zijn een inheems volk in de westelijke helft van Canada, behorend tot de Dene. Ze spreken een Noord-Athabaskische taal. Hun voorouders worden in verband gebracht met de Taltheilei Shale Tradition.

## Naamgeving en taal
Frans-sprekende missionarissen ten noordwesten van de Red River Colony (omgeving Lake Winnipeg) duidden de Chipewyans in hun Franstalige documenten aan als "Montagnais". Montagnais (Frans) is daarom in het Engels vaak onjuist vertaald in eveneens "Montagnais" wat echter de benaming is van de Neenolino Innu in noordelijk Quebec, die niet tot de Dene behoren.
De benaming Chipewyan is, zoals voor andere Canadese volken, van Algonkische origine. Het is afgeleid van de Cree-naam voor hen die "pointed skin" betekent, en refereert aan de snit van hun parkas.
De meeste Chipewyan gebruiken tegenwoordig de aanduiding Dene (volk) en Denesuline om zichzelf en hun taal aan te duiden. Ondanks enige naamsovereenkomst zijn de Chipewyan niet verwant met de Chippewa (Ojibwa).
Chipewyan spreken Denesuline, een taal van de Athabaskische talen. Er bestaan verschillende dialecten maar men kan elkaar verstaan. De meesten spreken het 'k' dialect of het 't' dialect. Bewoners bij het Fond du lac zeggen bijvoorbeeld yaki ku waar anderen zeggen yati tu. Het aantal sprekers bedroeg bij de in 2016 gehouden volkstelling ruim 11.300.

## Demografie
Chipewyans bewonen het centrale deel van Canada, met name de Northwest Territories en gedeelten van het noorden van Manitoba, Alberta en Saskatchewan. In de 18e eeuw strekte hun woongebied zich volgens Hearne uit tussen 59°NB en 65°NB; de Churchill rivier was de zuidgrens. De Hudsonbaai was de oostgrens, in westelijke richting strekte hun gebied zich ≥ 500 mijl uit tot de omgeving van Great Bear Lake. Deze omgeving, die ook als Barren grounds bekendstaat, bestaat uit rotsen en stenen begroeid met mos, grassen en dwergstruiken; de voedingsbodem is dun of ontbreekt. In het westelijk deel is ook bos.

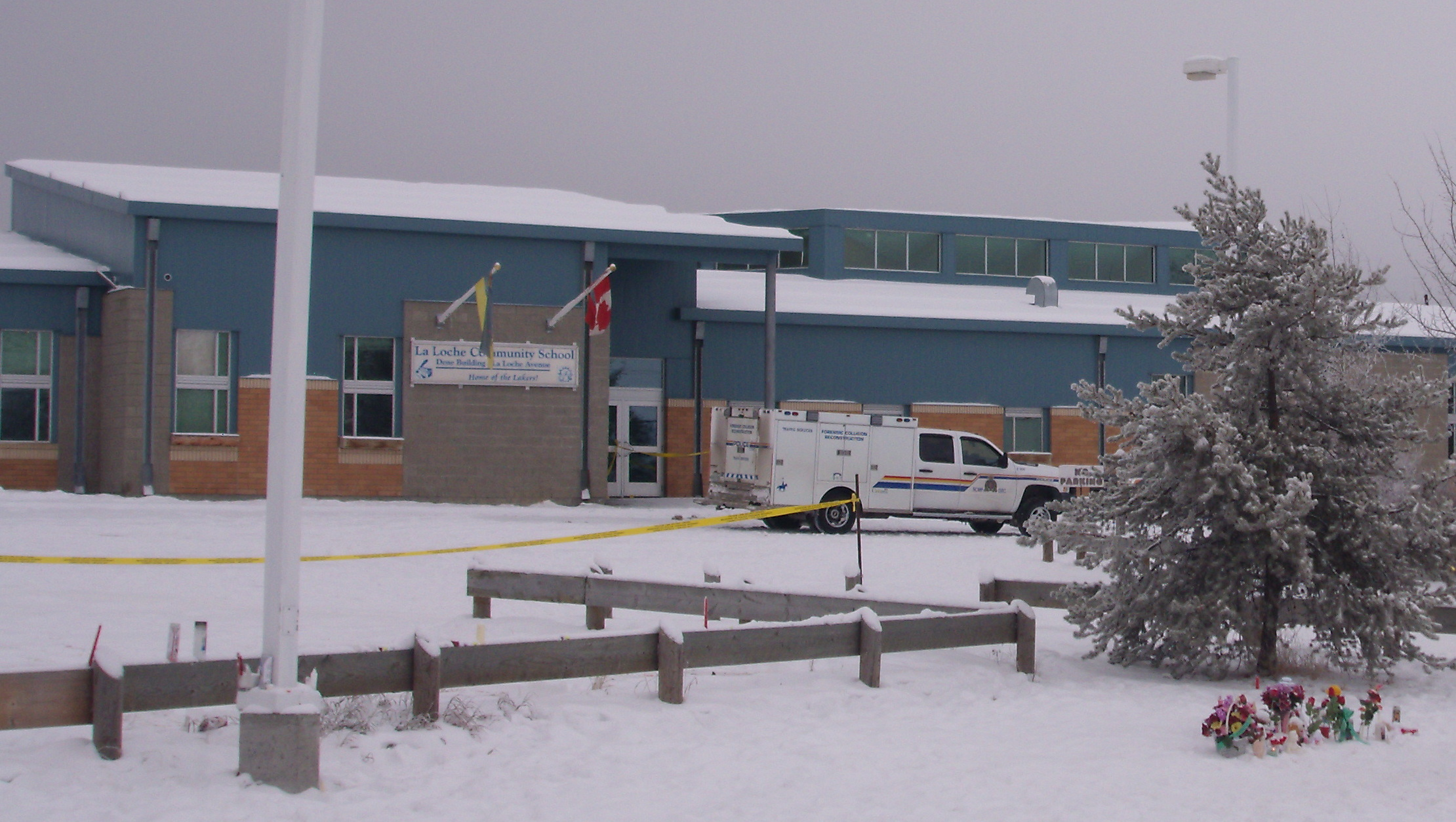
La Loche high school, waar in januari 2016 bij een schietpartij twee doden vielen

Volgens first nations band governments (lokale bestuursorganen van Canadese indianenvolken) telde men in augustus 2016 een totaal aantal geregistreerde bewoners van 25.519, waarvan 11.315 in Saskatchewan, 6.952 in Alberta, 3.038 in Manitoba en 4.214 in de Northwest Territories. Alle gebieden hadden een Denesuline bevolking; sommige een combinatie van Cree en Denesuline. (zie de Barren Lands First Nation in Manitoba en de Fort McMurray First Nation in Alberta).
Er zijn ook Métisgemeenschappen die een Dene-taal spreken. Het dorp La Loche in Saskatchewan bijvoorbeeld had bij de volkstelling van 2011 2.300 bewoners die opgaven Dene te spreken. Ongeveer 1800 van hen waren Metis en 600 waren bewoners van Clearwater River Dene Nation.

## Bestuur
De Dene vallen onder een aantal hieronder genoemde First Nations band governments in Alberta, Saskatchewan, Manitoba en Northwest Territories.

### Alberta
Athabasca Tribal Council
- Athabasca Chipewyan First Nation. Reservaat: Fort Chipewyan circa 348 km², bevolking: 1200
- Fort McKay First Nation. Reservaten: Fort McKay en Namur Lake, c. 149 km², bevolking: 851
- Chipewyan Prairie First Nation (Tł'ógh tëlı́ dënesųłı̨ne) Reservaten: Cowper Lake, Janvier, Winefred Lake, c. 31km², bevolking: 923
- Fort McMurray First Nation (Tthı̨dłı̨ kuę́ ) Reservaten: Fort McMurray, Clearwater, Gregoire Lake, c. 31km², bevolking: 763

Tribal Chiefs Association (TCA)
- Cold Lake First Nations (Łué chógh tué) Reservaten: Blue Quills First Nation, Cold Lake; c. 209km², bevolking 2.858[16]

Akaitcho Territory Government (ATG) (Ɂákéchógh nęnę)
- Smith's Landing First Nation. (Thebacha Tthëbáchághë) - 'bij de watervallen', de Dene benaming voor Fort Smith. Reservaten en dorpen c. 100km², bevolking: 357

### Manitoba
Keewatin Tribal Council
- Barren Lands (Brochet Kuę́) Met een Cree en Dene populatie. Reservaat: Brochet, Manitoba, c. 43km², bevolking: 1.139
- Northlands First Nation, Reservaat: Lac Brochet, Manitoba (Dálú tué) en enkele dorpen, c. 22 km², bevolking: 1.082
- Sayisi Dene First Nation vroeger bekend als 'Duck Lake Dene'. Reservaat: Churchill c. 2 km², bevolking: 817

### Northwest Territories
Akaitcho Territory Government (ATG)
- Deninu Kue First Nation ('Deneh-noo-kweh' - 'People of moose island'), vroeger bekend als 'Fort Resolution Dene'. Reservaat: Fort Resolution Settlement, bevolking (2015): 910
- Lutsel K'e Dene First Nation ('Loot-sel-kk ay' - 'place of the Łutsel-fish'). Reservaat: Snowdrift Settlement, bevolking (2015): 782
- Salt River First Nation, Reservaten: Fort Smith Settlement, Salt Plains, Salt River, Fitzgerald (Alberta), circa 230km², bevolking(2015): 971
- Yellowknives Dene First Nation, Reservaten: Dettah, N'Dilo, Yellowknife (stad). Bevolking (2015) 1.551

### Saskatchewan
Meadow Lake Tribal Council (Tł'ogh tué)
- Buffalo River Dene Nation nabij Dillon, Saskatchewan. Reservaat: Buffalo River Dene Nation, circa 83km², bevolking: 1.405
- Clearwater River Dene Nation Het reservaat Clearwater River grenst aan het dorp La Loche, Saskatchewan. Reservaten: Clearwater River en La Loche Indian Settlement circa 95km², bevolking: 2.042
- English River Dene Nation met kantoren in Patuanak, Saskatchewan ondertekende Treaty 10 in 1906 onder Chief William Apesis. Reservaten: Cree Lake, Porter Island, Elak Dase, Knee Lake, Dipper Rapids, Wapachewunak, LaPlonge; circa 200km², bevolking: 1.528
- Birch Narrows First Nation nabij het Turnor Lake, Saskatchewan, reservaten: Churchill Lake, Turnor Lake, c. 30km², bevolking: 771

Prince Albert Grand Council (PAGC)
- Black Lake Dene Nation nabij Black Lake, Saskatchewan, reservaat: Chicken, c. 322km², bevolking: 2.111
- Hatchet Lake Dene Nation ook bekend als "Lac la Hache Denesuline First Nation" nabij Wollaston Lake, Saskatchewan, reservaat: Lac la Hache, c. 110km², bevolking: 1.829
- Fond du Lac Dene Nation nabij Fond-du-Lac, Saskatchewan. Reservaat: Fond Du Lac, circa 368km², bevolking: 1.989

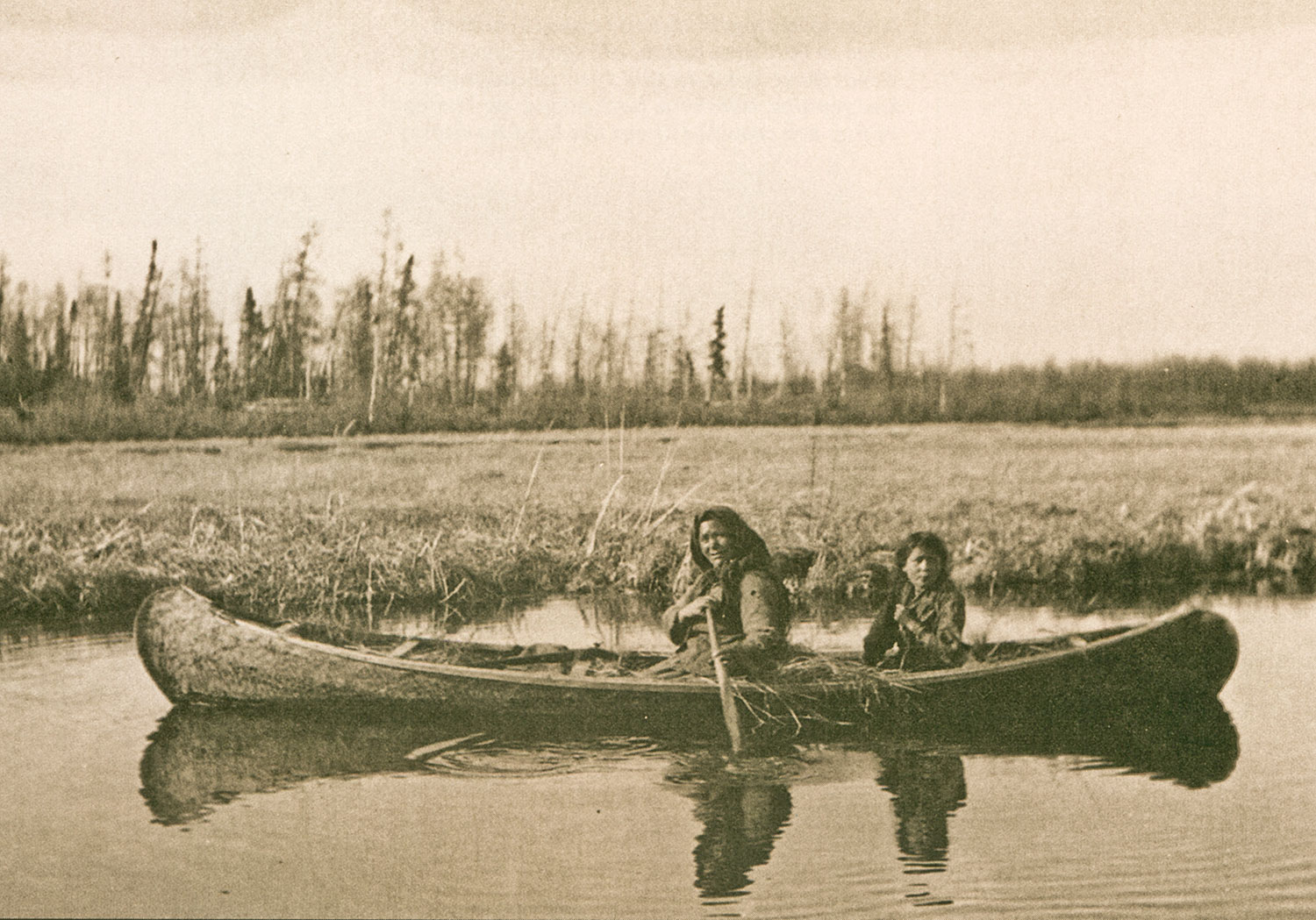
Kano met vrouw en kind, langs de oever van Garson Lake, Saskatchewan

## Regionale groepen
De Chipewyan trokken vroeger rond in kleine groepen of clans, bestaande uit diverse (uitgebreide) families, tussen hun winter- en zomerverblijfplaatsen. Ze hielden zich bezig met jagen, vissen en verzamelen in de boreale zone en rond de vele meren van hun leefgebied. Met de opkomst van de bonthandel vanaf de 17e eeuw organiseerden ze zich in grotere regionale groepen in de nabijheid van Europese handelsposten om mee te doen aan de jacht op pelsdieren en de handel en transport van huiden. De gewijzigde groepsvorming stelde hen ook in staat naburige Dene-volken te domineren en zich te beschermen tegen de met geweren bewapende Cree-indianen, die het gebied van de Peace River en Lake Athabasca naderden.
- Kaí-theli-ke-hotínne woonden aan de westoever van Lake Athabasca bij Fort Chipewyan. Hun gebied strekte zich naar het noorden uit tot Fort Smith aan de Slave River en naar het zuiden tot Fort McMurray aan de Athabascarivier.[20]
- Kés-ye-hotínne leefden aan de bovenloop van de Churchillrivier, langs Lac Île-à-la-Crosse, Methye Portage, Cold Lake (Alberta), Heart Lake en Onion Lake.
- Hoteladi Hótthę̈nádé dëne ('northern people') leefden ten noorden van de Kés-ye-hotínne tussen het Creemeer in het zuiden en de oostkust van Lake Athabasca in het noorden.
- Hâthél-hotinne  woonden rond het Rendiermeer.
- Etthen eldili dene trokken door de taiga oost van Lake Athabasca tot aan de Hudson Bay, bij Reindeer Lake, Hatchet Lake (Saskatchewan), Wollaston Lake en Lac Brochet. Hun naam duidt op een migratore leefwijze in bossen en dat ze Kariboevlees aten.
- Kkrest'ayle kke ottine woonden in de bossen tussen Great Slave Lake in het zuiden en Great Bear Lake in het noorden. Hun naam zegt dat ze tussen ruisende esdoorns woonden.
- Sayisi Dene (Saı́yısı́ dëne) - 'volk van het oosten' handelden met het Fort Chipewyan, Alberta. Hun leef- en jachtgebied lag tussen Lake Athabasca en Great Slave Lake, en langs de Churchill River.
- Gáne-kúnan-hotínne  leefden in de taiga oost van Lake Athabasca en waren vooral gecentreerd langs het oosten van Fond-du-Lac, Saskatchewan.
- Des-nèdhè-kkè-nadè - 'volk langs de grote rivier' , ook genoemd Athabasca Chipewyan. Woonden tussen Great Slave Lake en Lake Athabasca langs de Slave River nabij Fort Resolution.
- Thilanottine woonden langs de meren aan de bovenloop van de Churchill, langs de Churchill River en Athabasca River, van Great Slave Lake en Lake Athabasca in het noorden tot Cold Lake en Lac la Biche (Alberta) in het zuidwesten.[21]
- T'atsaot'ine woonden aan de noordkust van Great Slave Lake en langs de Yellowknife rivier, ook langs de Coppermine rivier voordat ze verdreven werden door de Tlicho of Dogrib. Ze werden vaak beschouwd als een Chipewyan groep, maar vormen als "Yellowknives" historisch een onafhankelijk volk. Volgens Hearne is er weinig verschil tussen deze volken en spreken ze niet veel van elkaar afwijkende dialecten van dezelfde taal.[11]

## Etnografie
De Chipewyan kenden dus een nomadische leefwijze als jager-verzamelaar en beschouwden het gebied tussen ongeveer 59° en 65°NB als hun thuisland.
Ze zijn historisch enigszins gelieerd met de zuidelijke Cree; zij streden tegen de Inuit en andere Denevolken ten noorden van de Chipewyan gebieden. Bij gevechten werden de in de minderheid verkerende Inuit nooit gevangen genomen maar gedood. Wel onderwierpen de Chipewyans zich bij een conflict aan de minder talrijke Cree die in de richting van de Hudsonbaai woonden.
Een belangrijke Chipewyan is Thanadelthur ("springende marter"), een jonge vrouw die in het begin van de 18e eeuw haar volk hielp vrede met de Cree te stichten, en betrokken te raken bij de bonthandel.
De Sayisi Dene in Noord-Manitoba zijn een Chipewyanvolk die op migrerende Kariboe jagen. Zij woonden langs het Little Duck Lake en waren ook bekend als "Duck Lake Dene". In 1956 verplaatste de overheid hen naar Churchill aan de kust van de Hudson baai waar ze werden samengevoegd met andere Chipewyan Dene, en deelnemer werden aan de "Fort Churchill Dene Chipewyan Band". In de jaren 1970 opteerden de "Duck Lake Dene" voor zelfvoorziening, een terugkeer naar het jagen op Kariboe, en herlocatie naar Tadoule Lake, Manitoba, waar ze in de jaren 1990 de "Sayisi Dene First Nation (Tadoule Lake, Manitoba)" vormden.

Er zijn beschrijvingen van Chipewyan van de hand van de vroegere ontdekkingsreizigers Alexander Mackenzie en Samuel Hearne.

##### Mackenzie
Ontdekkingsreiziger Mackenzie beschrijft aan het eind van de 18e eeuw een aantal aspecten van de noordelijke Denecultuur in het verslag van zijn tocht langs de Mackenzie rivier in 1789. Wat hun karakter betreft beschrijft Mackenzie hen enerzijds als nuchter en bescheiden, anderzijds gebruikt hij de termen egoïstisch en niet-gereserveerd, noch tegenover eigen volk, noch tegenover vreemden. Bij een toevallige ontmoeting in het veld werden bijvoorbeeld meteen allerlei wetenswaardigheden uitgewisseld. Verder noemt hij ze ruziezoekend en klagerig. Ze markeerden zich met een tot vier blauwe of zwarte banden of strepen op het voorhoofd of de wangen om aan te duiden bij welke clan ze hoorden. Hun kleding maakten ze van dierenhuiden, ze besteedden veel aandacht aan de wijze waarop ze gekleed gingen. Dochters werden door hun vaders uitgehuwelijkt en vaak al op jonge leeftijd aan iemand toegezegd. Hun eigen mening was daarbij niet van belang. Vrouwen waren in de macht van hun echtgenoot en werden als bezit beschouwd. Een man kon meer vrouwen hebben, soms kwam een scheiding voor (alleen op initiatief van de man). Vrouwen waren niet zonder invloed, met hen werd overlegd over belangrijke zaken als bijvoorbeeld de handel met Europeanen.
Ondanks hun oorlogszuchtig karakter met name tegenover Inuit schreef Mackenzie over de Chipewyans:

A moderate conduct I never found to fail, nor do I hesitate to represent them, altogether, as the most peaceable tribe of Indians known in North America.

Wat ziekten betreft hadden de Chipewyan vooral last van reumatische pijn, buikloop, tbc en geslachtsziekten. Behalve "tovermiddelen" en gemalen wilgenbast dat scheen te helpen tegen zweren, hadden ze geen geneesmiddelen of helende kruiden. Mackenzie uitte zich negatief over hun onhandige jachtmethoden die ondanks het contact met Europeanen niet verbeterden. Mogelijk was dat niet nodig omdat hij een overdaad aan vis en wild beschreef. Positief is hij over de kwaliteit van hun sneeuwschoenen, sleden en het bewerken van marmer. Daar worden o.a. pijpen van gemaakt; tabak roken is een gewoonte die ze graag van de Europeanen overnamen.
Chipewyan bleken niet erg mededeelzaam over hun religie. Wie een goed mens was geweest kwam in het hiernamaals op een gelukzalig eiland terecht; dit zou onbereikbaar zijn voor degenen die per saldo meer slechte daden hadden begaan.

##### Hearne
Samuel Hearne ging in 1771 op expeditie van Churchill naar de Noordelijke IJszee, voorzien van dragers, jagers, kleermakers en koks in de vorm van enkele tientallen Chipewyan indianen, zowel mannen, vrouwen en hun kinderen. Uit de beschrijvingen in Hearne's dagboek blijkt dat hij hun leider Matonabbee hoog inschatte om zijn persoonlijkheid en leiderschap en ze gingen vriendschappelijk met elkaar om. Zijn uitgebreide verslag van deze expeditie geeft behalve een beschrijving van hun voortgang, ook veel antropologische informatie over de indianenvolken in die tijd en dat gebied. Hearne verkeerde langdurig in hun gezelschap, ook tijdens enkele andere expedities. In 1771 kwam hij ongewild in het Coppermine river incident terecht, een aanval van "zijn" Chipewyan op een groep Inuit.

## Bekende Chipewyan
- Matonabbee
- Thanadelthur
- Louis Riel was kleinzoon van een Chipewyan